# Британський музей
Британський музей (англ. British Museum) — провідний музей Великої Британії в Лондоні, на вулиці Великого Расселла, один з найбільших музеїв у світі. Відвідування музею безкоштовне.
Британський музей займав п'яте місце в ТОП-20 музеїв світу за чисельністю відвідувань у допандемічному 2019 році за даними Theme Index and Museum Index 2022 (перше місце в ТОП-20 займав Лувр) та перше місце серед британських музеїв. Музей у 2019 році мав майже 6,2 млн відвідувань. Пандемія Covid-19 сильно вплинула на відвідування — у 2020 році кількість відвідувачів становила 1,3 млн осіб, у 2021 році — 1,3 млн. Однак, у 2022 році стан справ покращився, відбулося певне відновлення інтересу до експозицій музею, чисельність відвідувань збільшилась до 4,0 млн

## Історія

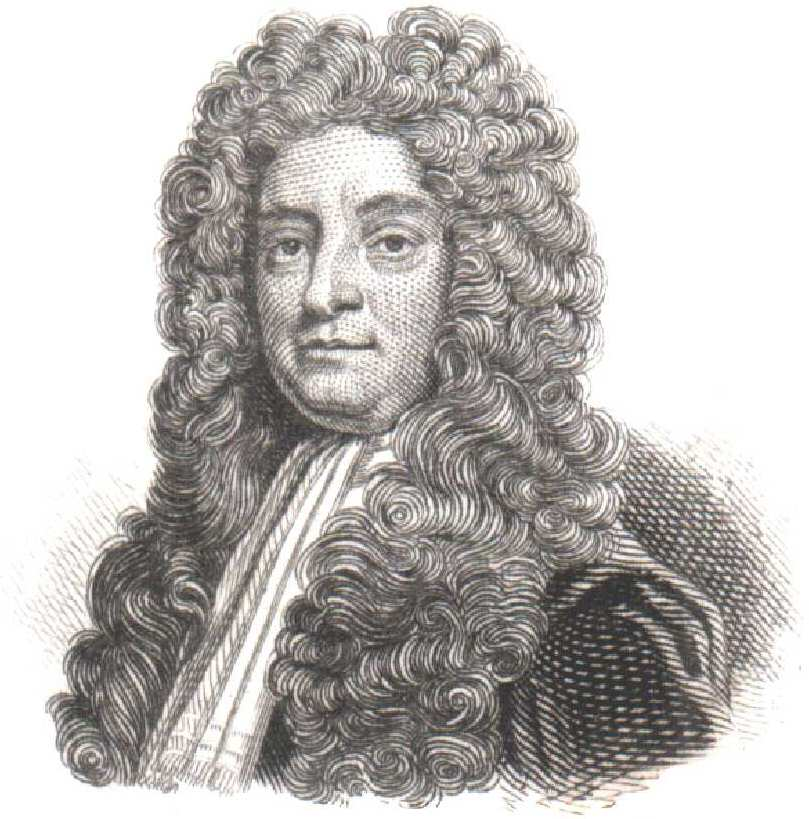
Ганс Слоун

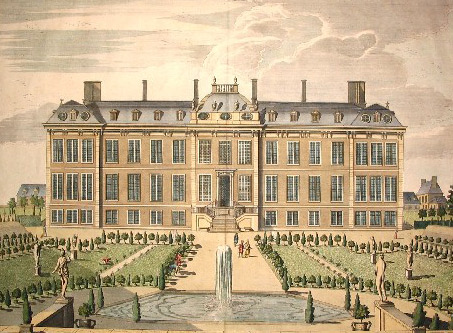
Будинок лорда Монтегю (Блумзбері), Блумсбері

Британський музей заснований декретом Британського парламенту 1753 року. Для нього придбали та переоблаштували будинок Монтегю лорда Галіфакса в Блумсбері, в приміщенні якого музей офіційно відкрили в 1759 році. Початок колекції Британського музею поклала приватна особа — лікар сер Ганс Слоун, який в 1751 році запропонував парламенту придбати його коштовну наукову колекцію за 200 тисяч фунтів стерлінгів. Парламент погодився, а пізніше придбав зібрання рукописів Роберта Гарлі та доєднав до них бібліотеку, подаровану сером Робертом Коттоном.
Усі колекції купувались не за державний кошт, а на доходи від національної лотереї. За час її проведення вдалось зібрати фонд з 300 000 фунтів стерлінгів. Хоча парламент і заснував музей, проте встановив для нього настільки мізерне річне утримання, що на приймання відвідувачів грошей не вистачало. Відвідування музею було суворо обмеженим, і впродовж багатьох років після свого відкриття Британський музей приймав не більше 60 осіб на день. За півстоліття ця цифра зросла тільки до 120 відвідувачів на день. При цьому музей працював для відвідувачів перші 4 дні тижня, і тільки для осіб пристойного вигляду. Відвідувачів пускали групами по 15 осіб в кожній. До 1836 року Британський музей не працював у вихідні та святкові дні, аби обмежити приток представників «низів» Лондона.
В експозиції були представлені, головним чином, манускрипти, книги, монети та медалі. В суворій атмосфері музею вирізнялись такі експонати, як єгипетська мумія, заспиртована голова грифа, свиня-циклоп, а також один з двох рогів, що виросли на голові деякої Мері Девіс, цей факт тут же підтверджував її фотографічний портрет. Тому довгий час Британський музей по суті залишався кабінетом рідкісних та курйозних експонатів.
Тільки час від часу зібрання музею поповнювалось цінними колекціями. 1772 року Британський парламент придбав колекцію грецьких ваз Вільяма Гамільтона, в 1804 і 1814 роках — мармури Чарльза Таунлі, 1810 року — колекцію мінералів Чарльза Френсіса Гревіля. У 1814—1815 роках парламент придбав скульптури та архітектурні елементи Афінського акрополя, створені під керівництвом великого Фідія. В Англію шедеври «золотої доби» Перикла вивіз британський посол в Константинополі Томас Брюс, лорд Елгін та його агенти. Саме ці придбання зрештою забезпечили Британському музею міжнародне визнання і репутацію одного з найбільших зібрань античних старожитностей, хоча довгий час зокрема мармури Парфенону зберігались у тимчасовій будові в саду, оскільки місця для них в постійній експозиції не знайшлося.
До середини 19 століття завершено будівництво нової будівлі для музею. Будинок Монтегю до того часу вже був переповнений, і безцінні колекції в ньому були розміщені хаотично. Нова будівля музею, зведена за проєктом архітектора Роберта Смерка в період 1823—1847 років, була витримана в стилі грецького відродження, який на той час був надзвичайно популярним (в Америці та Європі в 19 столітті, сотні музеїв, бібліотек та інших громадських споруд були зведені в цьому архітектурному стилі). Хоча вона і не мала особливо оригінального задуму, проте надзвичайно успішно були спроєктовані конструкція та планування бібліотеки та читальних зал — приміщення, призначені радше для науковців, аніж для відвідувачів. Кругла читальна зала із залізним каркасом, будівництво якого завершилось в 1857 році, вважається найкращою з усіх робіт Роберта Смерка.
В 1845 році природничо-історичні колекції Британського музею перевели в нову будівлю на вулиці Кромвеля в Кенсігтоні. Так виник Природничо-історичний відділ музею, який має багаті ботанічні, зоологічні, мінералогічні, геологічні колекції. Тут також безкоштовно читають лекції з геології, зоології та інших природничих наук. З 1926 Британський музей видає щоквартальний журнал «British Museum Quarterly».

## Експозиція
Сучасний Британський музей — зібрання безцінних творів мистецтва та культурних надбань різних народів світу за 4-5 тисячоліть. Основу греко-римського відділу музею склали приватні колекції Таунлі, Елгіна, Гамільтона та Гревіля. Основу єгипетської колекції склали нечисленні пам'ятки, вивезені з Єгипту після здачі Александрії в 1801 році. З тих часів відділ розрісся в кілька разів і нині є першим за повнотою в Європі зібранням давньоєгипетських старожитностей. Бібліотека Британського музею (початково бібліотеки, оскільки були розміщені в різних частинах будівлі), відокремлена 1972 року від музею з утворенням Британської національної бібліотеки, володіє такими рідкісними експонатами, як найперша друкована книга у світі «Алмазна сутра», перші видання давньогрецьких класиків та інші раритети. В залі рукописів зберігається Велика хартія вольностей, купча, підписана Вільямом Шекспіром, лист Олівера Кромвеля з описом битви при Нейсбі, автографи Мартіна Лютера, Жана Кальвіна, Еразма Ротердамського, Ісаака Ньютона, Галілео Галілея, Рене Декарта та інших.
|  | Відділ                                               | Основні експонати |
|  | ---------------------------------------------------- | --- |
|  | Стародавній Єгипет і Нубія                           | - Розетський камінь - найбільше зібрання мумій і саркофагів поза межами Каїра - велетенські кам'яні фігури єгипетських фараонів (в тому числі «Молодший Мемнон» із Рамессеума) - обеліск фараона Нектанеба II - шматок бороди Великого Сфінкса - Абідоський список фараонів - 95 з 382 табличок Амарнського архіву - математичний папірус Ахмеса |
|  | Стародавній Схід                                     | найбільше зібрання старожитностей Межиріччя поза межами Ірака: - Штандарт війни і миру з шумерського міста Ур - одна з урських арф і настільна гра урського царя - «Барани в гущавині» — парні статуетки 4500-літньої давності - призма Сінаххериба, циліндр Набоніда і циліндр Кіра - зібрання барельєфів з Німруда, Ніневії, Дур-Шаррукіна - Бібліотека Ашшурбаніпала разом з глиняною табличкою з описом потопу - Чорный обеліск Салманасара III - Оксуський скарб з території сучасного Афганістану - Балаватські ворота Салманасара III |
|  | Східна і Південна Азія, Африка, Месоамерика, Океанія | - «Книга гадань», «Діамантова сутра» (друга у світі друкована книга), вивезені Аурелем Стейном із Цяньфодуна - ранньобуддистські реліквії, в тому числі із ступи Канішки - давньокитайський рукопис «Настанови старшої придворної дами» - Фонд Персиваля Девіда (найбільше зібрання китайської порцеляни) - рельєф із зображенням ритуального кровопускання із Йашчилана - «Викрадений товариш»: моаї з острова Пасхи - Бенінська бронза |
|  | Стародавня Греція і Стародавній Рим                  | - Мармури Елгіна з Афінського акрополя - одна з шести каріатид Ерехтейона - фрагменти фризу храму Ніки Аптерос - скульптурний фриз храму Аполлона в Бассах - фрагменти Галікарнаського мавзолею: статуї Мавсола і Артемісії, фриз із зображенням амазономахії - монумент нереїд із Ксанфа - матеріали розкопок Кносського палацу - зібрання Таунлі з вілли Адріана, включаючи «Дискобол» - кубок Воррена і Портлендська ваза |
|  | Велика Британія і Континентальна Європа              | - Кубок із Ринглміра - Пелерина з Молда - Людина з Ліндоу - Таблички з Віндоланди - Скринька Френкса - матеріали розкопок в Саттон-Ху - Шахи з острова Льюїс - Золотой кубок Карла V - Релікварій для Тернового вінця - англосаксонські скарби |
|  | Графіка і гравюра                                    | Одне з найбільших у світі зібрань графіки та гравюри: Мікеланджело, Рафаель, Леонардо да Вінчі, Альбрехт Дюрер, Рембрандт, Вільям Блейк та інші. Представлені екземпляри таких загальновідомих гравюр, як «Велика хвиля в Канагаві» та «Жахи війни» Гойї, а також фрагменти втрачених «Поз Аретіно». |

## Персоналії
- Вільям Шедден Ральстон — автор монографії про слов'янську міфологію і народний побут та звичаї східнослов'янських народів.
- Томас Брюс Елгін — британський дипломат у Константинополі, продав Британському музею колекцію мармурів Парфенону.